# Waltham Watch Company
La Waltham Watch Company, también conocida como American Waltham Watch Co. y American Watch Co., fue una empresa que produjo alrededor de 40 millones de relojes, velocímetros, brújulas, espoletas de retardo y otros instrumentos de precisión en los Estados Unidos de América entre 1850 y 1957. Las históricas instalaciones de fabricación del siglo XIX de la empresa en Waltham (Massachusetts) se han conservado como el Distrito histórico de la American Waltham Watch Company.
La empresa atravesó una serie de quiebras y de reinicios bajo distintos propietarios, y los relojes que llevan el nombre de Waltham todavía se fabrican y comercializan en el siglo XXI.

## Historia

### Primeros años, de 1849 a 1857

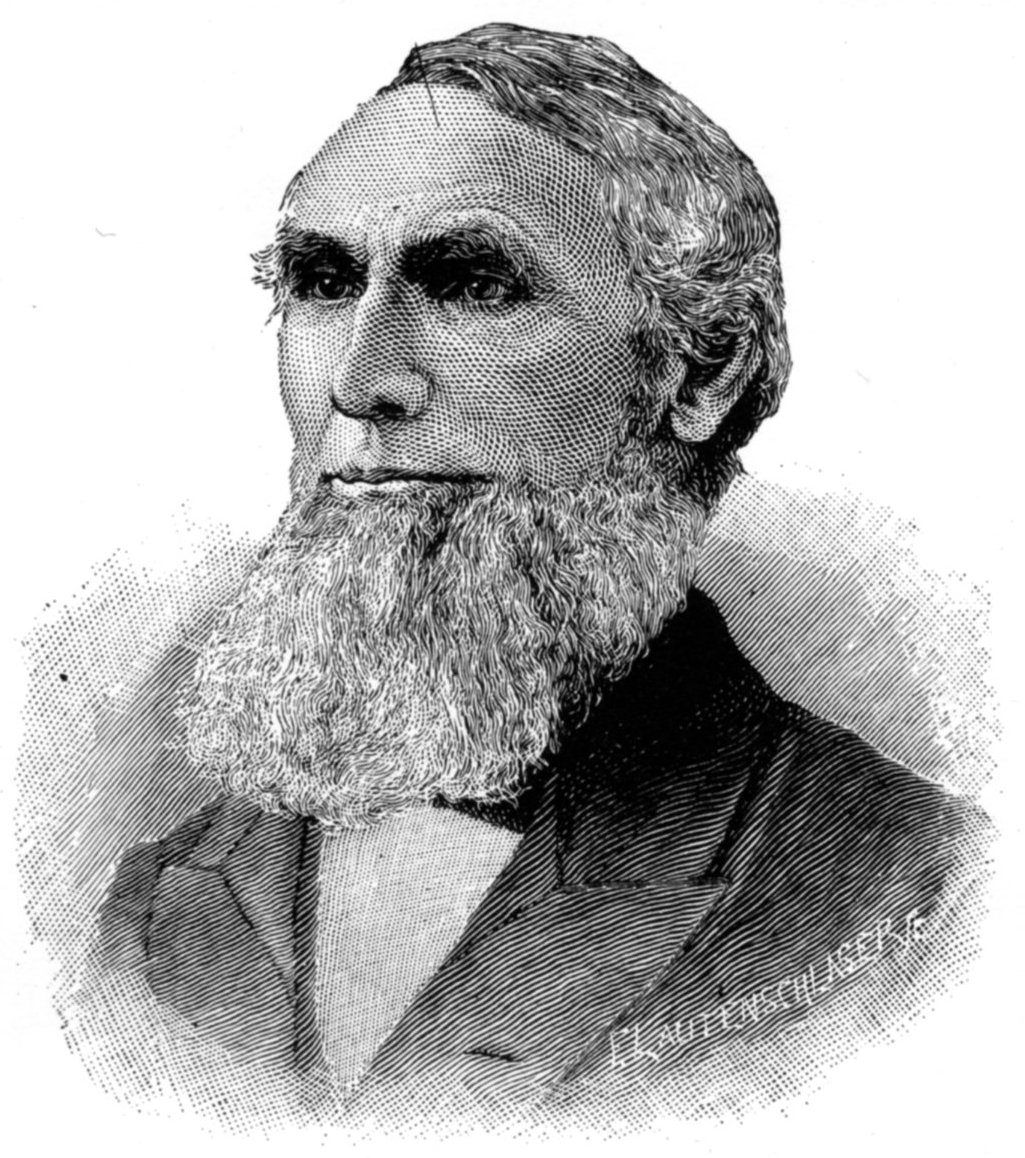
Aaron Lufkin Dennison, fundador de la Waltham Watch Company

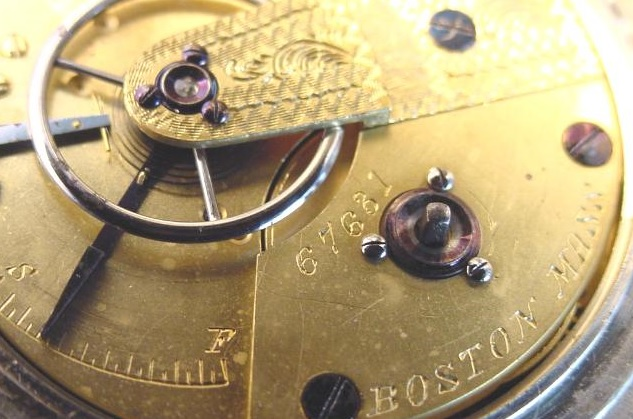
Fotografía del modelo Ellery 1857, producido cuando Waltham todavía se llamaba Boston Watch Company

Antes de 1850, los relojes en Estados Unidos generalmente se suministraban desde Inglaterra o Suiza. La idea de la Waltham Watch Company surgió del relojero Aaron Lufkin Dennison. Dennison era hijo de un zapatero, nacido en Maine en 1812. Trabajó como aprendiz de un joyero durante tres años y había llegado a Boston en 1833. En 1833 se convirtió en relojero oficial en la firma de Currier & Trott en Boston, y la dejó en 1839 para emprender su propio negocio.
La producción en masa de relojes se había puesto en marcha durante el primer cuarto del siglo XIX en los Estados Unidos, pasando de una base artesanal a una base fabril, y el visionario Dennison esperaba aplicar los mismos principios y técnicas a la fabricación de relojes de bolsillo. Sin embargo, esta no sería su primera aventura. En 1844 Dennison fundó la firma que más tarde surgiría como la Dennison Manufacturing Company, un negocio de cajas de cartón. Se dio cuenta de que esta empresa lo distraía de su sueño de producir relojes de manera industrial, por lo que en 1849 entregó la empresa a su hermano Eliphalet Dennison para poder dedicarse por completo a la fabricación de relojes.
En 1849 se puso en contacto con Edward Howard, un fabricante de relojes y balanzas de Boston, que inicialmente quería construir locomotoras, pero en su lugar se unió al negocio de Dennison para fabricar relojes. A Dennison y a Howard se les unieron en la creación de la empresa sus compañeros de Boston David P. Davis, con experiencia en procesos de fabricación, y el socio inversor Samuel Curtis. Se obtuvo una financiación inicial de 20.000 dólares y así nació la American Horologe Company. El nombre de la compañía se cambió rápidamente a Warren Manufacturing. Denison, a quien se le pagaban 1.200 dólares al año para dirigir el proyecto, fue enviado a Gran Bretaña por sus socios para aprender secretos comerciales y comprar suministros para el proyecto estadounidense. Allí observó que la industria relojera en Inglaterra no estaba muy mecanizada y creyó que la nueva empresa estadounidense creada por él y sus socios podría tener un gran impacto en la industria relojera.
La empresa comenzó con la construcción de un edificio de ladrillo de 30 metros de largo en un terreno en roxbury (Boston) que ya era propiedad de los socios Howard y Davis. Se diseñó maquinaria especializada y se perfeccionó el flujo de operaciones diarias. "La empresa atrajo a un personal competente, muy versado en el campo de la relojería y dispuesto a experimentar con nuevos métodos", observó más tarde un historiador de la empresa. Se emplearon tanto relojeros suizos como estadounidenses.
Desafortunadamente, la primera oferta de la empresa, un modelo innovador que funcionaba durante ocho días sin cuerda, fue un fracaso comercial, ya que era demasiado caro de fabricar de forma económica, con tan solo unas 19 unidades producidas. Se puso en producción un segundo modelo, más convencional, con una reserva de marcha de 36 horas, que tuvo éxito en el mercado.
En 1853, el nombre de la empresa se cambió a Boston Watch Company.

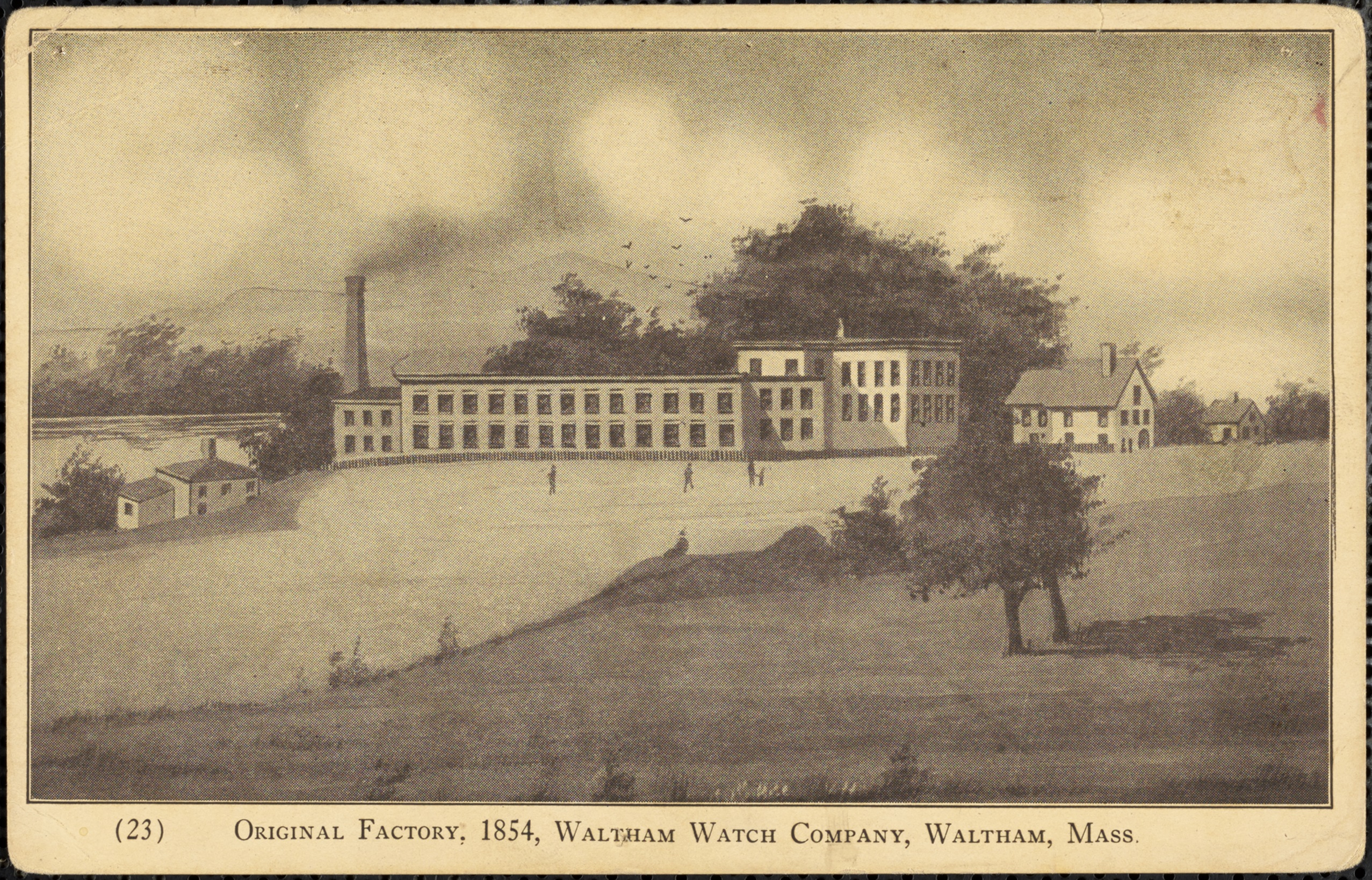
Fábrica original (1854) de la Waltham Watch Company de Waltham, Mass.

Pronto se consideró que la fábrica de Roxbury era demasiado pequeña para una producción en masa eficiente. Dennison buscó un emplazamiento rural para las nuevas instalaciones, y se eligió la ciudad de Waltham (Massachusetts). Los residentes locales aportaron fondos para adquirir el terreno y urbanizarlo a través de una empresa de desarrollo establecida por Dennison, la Waltham Improvement Company. Se compraron cien acres de tierra y se construyó un edificio, y las operaciones comenzaron en 1854. La fábrica contaba con 90 trabajadores en el momento de su inauguración, con una producción total de 30 relojes por semana.
La economía de la producción a esta escala resultó insostenible. Para cubrir el déficit en las operaciones de la empresa de relojería en 1856, se emitieron 6.000 dólares en bonos garantizados por la Waltham Improvement Company. La situación se deterioró aún más con la llegada de una crisis económica en el tercer trimestre de 1856. A medida que la economía se estancaba, las ventas de relojes de Waltham se desplomaron. Los socios aportaron sus ahorros personales en un esfuerzo por salvar la empresa, y recaudaron 20.000 dólares adicionales vendiendo los derechos exclusivos de comercialización de los relojes Waltham a un importante joyero mayorista de la ciudad de Nueva York. Este esfuerzo fue insuficiente y, a finales de febrero de 1857, la Waltham Improvement Company ejecutó la hipoteca que tenía sobre la fábrica de Waltham. Los activos se distribuyeron en una subasta judicial y la propiedad de Waltham fue adquirida por Royal E. Robbins por 56.000 dólares.
Aunque el fundador Dennison permaneció como superintendente de las instalaciones de Waltham hasta 1862, la fase inicial de la Waltham Watch Company había llegado a su fin.

### Período de la Guerra Civil, de 1857 a 1865

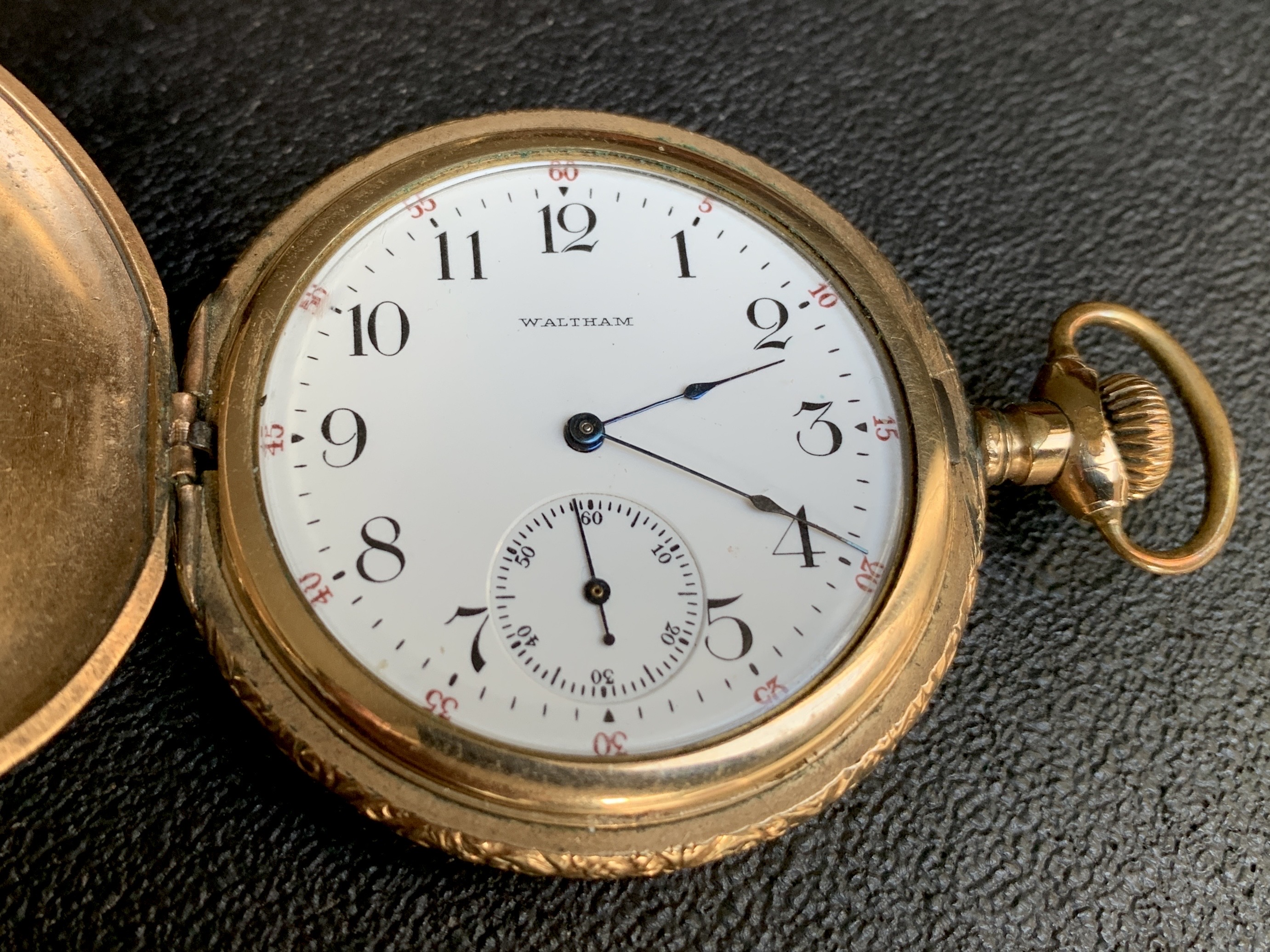
Un reloj de bolsillo Waltham Riverside de 1903

El nuevo propietario, Royal Robbins, era un experimentado importador de relojes de Nueva York que trabajaba en sociedad con su hermano Henry Asher Robbins y con Daniel F. Appleton para que la operación de Waltham Watch fuera un éxito. Los tres tenían una amplia experiencia en la venta de relojes y el comercio de joyas. La administración de la empresa fue mesurada y prudente, y sobrevivió a la crisis económica de 1857.
Con la llegada de la guerra de Secesión en 1861, la demanda de relojes se expandió notablemente, y los soldados en particular estaban ansiosos por obtener un reloj a un precio razonable para su uso personal. Para satisfacer esta demanda, Waltham Watch presentó un modelo comparativamente económico a un precio de 13 dólares llamado "William Ellery". Este reloj fue una "moda" entre los soldados de la Unión y las ventas crecieron notablemente. Al final de la Guerra Civil, el modelo Ellery representaba el 45 por ciento de las ventas anuales de Waltham.

### Período de crecimiento, de 1866 a 1906

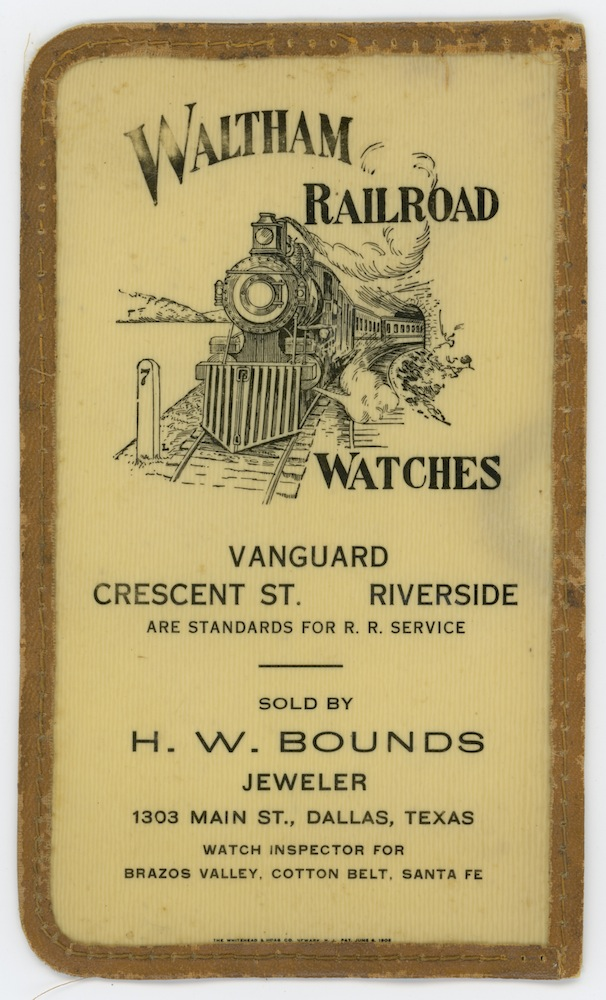
Folleto de relojes de ferrocarril de Waltham

Después de la Guerra Civil, la empresa se convirtió en el principal proveedor de cronómetros para varias compañías ferroviarias en América del Norte y en otros países. En 1876, la empresa exhibió la primera maquinaria automática para fabricar tornillos y recibió la primera medalla de oro en un concurso de precisión de relojes en la Exposición Universal de Filadelfia.
En 1885, el nombre de la empresa cambió a American Waltham Watch Company (AWWCo).

### Decadencia, diversificación y reestructuración, de 1907 a 1922

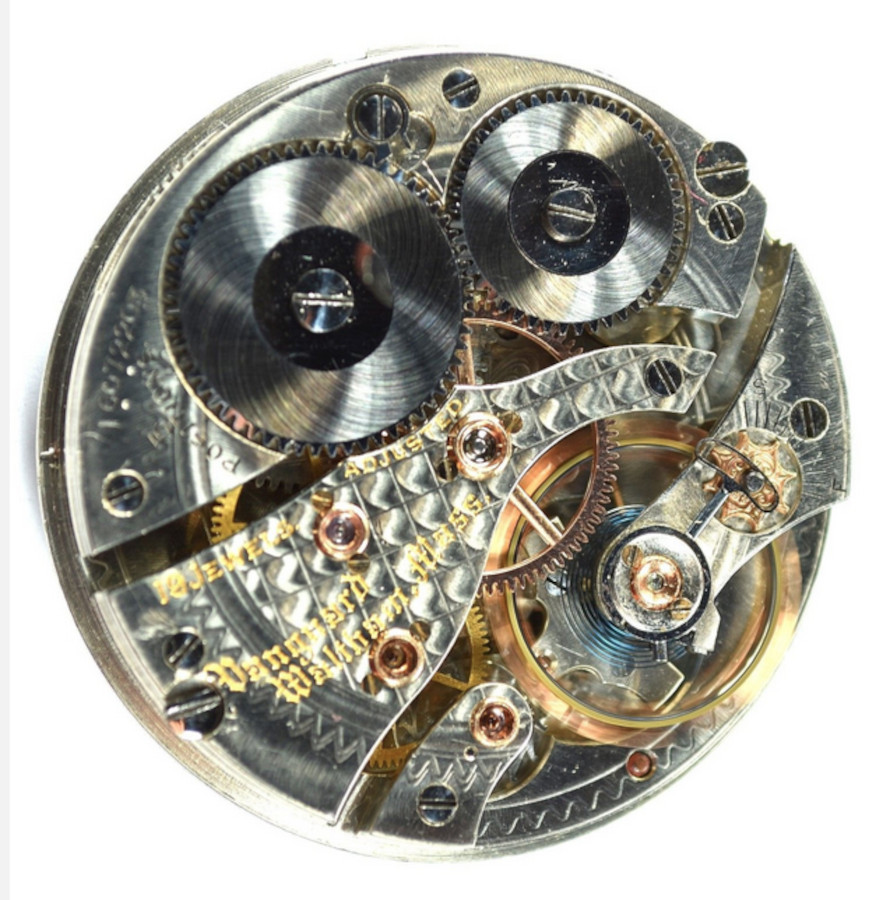
Waltham era conocida por su producción de mecanismos para relojes de bolsillo de gran precio y con una decoración elaborada. Este ejemplar de su mecanismo "Vanguard" se fabricó en 1907

La rentabilidad de Waltham se vio muy afectada por el pánico financiero de 1907, que provocó una rápida caída de las ventas y las ganancias. Esta recesión no solo no se calmó, sino que en realidad se aceleró en 1908 y 1909, lo que llevó a los hijos de Royal Robbins a liquidar sus participaciones en la empresa lo más discretamente posible, y los hermanos vendieron casi todas las acciones de Waltham que habían heredado de su padre. Los accionistas se sintieron agraviados por la decadente fortuna de la empresa y votaron a favor de poner fin a una relación de ventas existente con la empresa Robbins & Appleton, una división mayorista de propiedad independiente que se comprometió a disponer de toda la producción de Waltham con una comisión del 6 %. Cuatro antiguos miembros del consejo de administración de la empresa dimitieron y se nombraron nuevos directores.
El miembro del consejo Augustus P. Loring se convirtió en el líder efectivo de los accionistas mayoritarios de Waltham en 1910. En una medida de ahorro, se eliminó un puesto de vicepresidente y se redujo en general el salario de los ejecutivos por parte de la nueva mayoría del consejo. Se hizo un esfuerzo adicional para infundir sangre nueva en el cuerpo directivo de la compañía, en un intento de romper una burocracia ejecutiva privilegiada y letárgica, aunque este cambio tuvo un éxito limitado.

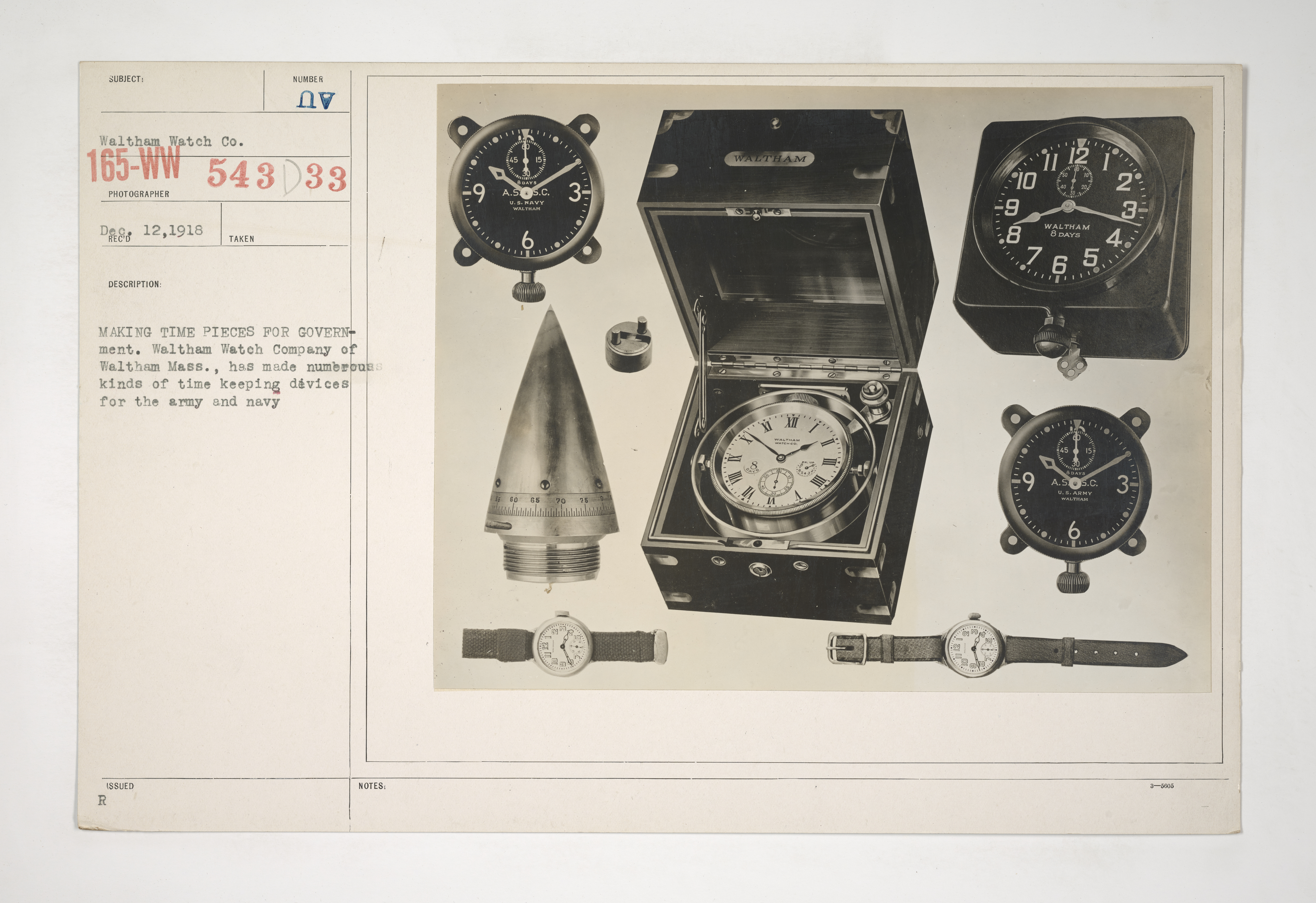
Productos Waltham utilizados en la Primera Guerra Mundial

La empresa intentó diversificar su producción. Al ver una gran demanda en Europa como resultado del estallido de la Primera Guerra Mundial, Waltham introdujo la producción de espoletas de retardo mecanizadas para controlar la explosión de proyectiles de artillería en 1915, así como velocímetros para el sector da la automoción en 1916 y medidores de presión arterial en 1917. Las ventas al por mayor se realizaron directamente, en lugar de subcontratarlas.
Waltham se encontró dedicando tiempo y esfuerzo a la tarea de desarrollar y mejorar un dispositivo de retardo que pudiera absorber el impacto de ser disparado formando parte de un proyectil de artillería pesada y, en consecuencia, su capacidad para diseñar y fabricar relojes convencionales se vio afectada. En 1917, la economía estadounidense estaba en auge y la demanda de relojes era alta, pero Waltham estaba operando a plena capacidad y el Departamento de Guerra de los Estados Unidos exigía un aumento en la producción de espoletas para la artillería. Otros relojeros estadounidenses se contentaban con limitarse a la producción de cronómetros comunes. Dado que carecían de la experiencia necesaria para la fabricación de las espoletas utilizadas por la artillería, los contratos y la producción recaían abrumadoramente sobre los hombros de Waltham.
A corto plazo, la empresa prosperó gracias a su énfasis en los contratos militares, con ventas que casi se duplicaron entre 1915 y 1918 y ganancias que se dispararon en un 156 %. Sin embargo, el dinero fácil de los contratos militares ocultó lo que un historiador ha caracterizado como una era de "extravagancia desenfrenada, ineficiencia absoluta y una marcada falta de previsión comercial". Con el fin de la guerra llegó la Depresión de 1920–1921, que agotó las ventas militares y de consumo por igual.
Waltham era un gigante inflado, dividido en departamentos herméticos que operaban con un mínimo de atención a la coordinación y a la cooperación. Un grupo de consultores empleados por la dirección se quedó atónito al descubrir que dentro de la empresa había 25 departamentos rivales, en los que "cada capataz dirigía su departamento como si fuera una planta en sí mismo", determinando su propia producción y contratando a su propio personal. La empresa tenía un masivo exceso de personal, y los ingenieros consultores indicaron que 4.000 personas estaban empleadas para realizar el trabajo que 2.000 trabajadores utilizados de manera eficiente eran capaces de hacer. El inventario no vendido se disparó a 11 millones de dólares, mientras que la empresa acumuló 8 millones de dólares en deuda, al tiempo que se veía obligada a pagar dividendos sobre una cantidad sustancial de existencias.
Con la llegada de la deflación de precios en 1921, los bancos endurecieron sus políticas crediticias. Los bancos prestamistas se dieron cuenta de que los préstamos de Waltham no estaban adecuadamente cubiertos por los activos corrientes. La información sobre su ineficiente modelo de organización también socavó la confianza de los prestamistas. Los financiadores externos de Waltham temían que el cierre total del crédito pudiera obligar a la liquidación de la compañía y al impago de sus préstamos originales. Se inició un período de negociación, en el que los prestamistas exigieron con éxito que la gestión de la firma fuera puesta bajo su propio control directo.
Considerando que la dirección de Waltham era incompetente, el First National Bank de Boston y otros acreedores tomaron el control efectivo de la empresa a finales de 1921, eligiendo a uno de sus propios directores, Gifford K. Simonds de Fitchburg, Massachusetts, como nuevo director ejecutivo. Simonds, gerente de un aserradero familiar de tamaño mediano durante una década, se dedicó a aprender el negocio de los relojes, visitó cada parte de la planta y trabajó tres meses detrás de un mostrador minorista para aprender sobre las preferencias y expectativas de los consumidores.
Luchando por la libertad de acción contra grupos de interés arraigados, incluidos banqueros, accionistas, gerentes y trabajadores, Simonds trató de inculcar disciplina, acelerar el proceso de producción y despedir a los trabajadores superfluos, reduciendo la nómina en unas 1000 personas. Creía que el inventario no vendido estaba severamente sobrevaluado en los libros de la empresa, lo que llevó a una depreciación de activos de 3 millones de dólares y a la salida del inventario no vendido al mercado. Recortando beneficios y acelerando las normas de producción, Simonds logró reducir el costo de producción en un 25 % y eliminar 800.000 dólares de la deuda de la compañía en enero de 1923. Sin embargo, esto resultó insuficiente para los prestamistas en problemas y en febrero de 1923 los acreedores habían encontrado un nuevo asegurador y el breve mandato de Simonds llegó a su fin.

### Época del reloj de pulsera, de 1923 a 1940
Waltham fue reorganizada en 1923 por un sindicato encabezado por la firma de inversión de Kidder, Peabody & Co. Kidder, Peabody llevó a cabo una dura negociación, forzando una revisión financiera de dos niveles en la que los grandes inversores capaces de aportar dinero nuevo para la compra de acciones preferentes pudieron convertir las antiguas acciones comunes en acciones ordinarias de nueva emisión a razón de 10 acciones por 9. Estos inversores adinerados también pudieron convertir sus antiguas acciones preferentes que devengaban intereses en nuevas a razón de 10 acciones por cada 8. Sin embargo, los pequeños inversores que no pudieron aportar dinero nuevo recibieron un trato mucho menos favorable, ya que se vieron obligados a aceptar un intercambio de acciones antiguas por nuevas a razón de 10 acciones por 2,5, perdiendo así el 75 % de su capital de una sola vez. Las instituciones financieras y los grandes inversores vieron así protegida su participación en la empresa reorganizada, mientras que los pequeños inversores absorbieron la peor parte de la inevitable reducción del valor de la empresa.
Kidder-Peabody se benefició generosamente como suscriptor de valores e inversor en acciones preferentes, obteniendo casi 2,5 millones de dólares en beneficios, dividendos y plusvalías por la venta de acciones durante el período 1923-1928.
Como parte de la reestructuración, se contrató a un carismático nuevo director ejecutivo, Frederic Dumaine, que llegó a Waltham para dirigir el nuevo régimen en febrero de 1923. La antigua "colección gigantesca de pequeños talleres" se integró, y la producción se orientó hacia productos más comercializables. La deuda de la empresa se pagó. Esta reestructuración resultó rentable y el precio de las acciones de Waltham aumentó posteriormente de forma impresionante, aliviando la carga crediticia de la empresa.
La empresa reestructurada de 1923 había comenzado su carrera al borde del desastre. Una parte bastante grande del inventario no vendido estaba formada por relojes parcialmente terminados, una parte sustancial de los cuales no se podía desechar fácilmente, salvo como chatarra. Los capataces habían mantenido sus departamentos funcionando a plena capacidad sin tener en cuenta la demanda real de los componentes producidos, lo que dio como resultado un exceso de cojinetes de joya, aceite lubricante, acero y latón, mientras que otros componentes seguían escaseando. Algunos artículos se produjeron en exceso hasta tal punto que se proyectó que las existencias disponibles durarían 20 años o más.
Además, Waltham tardó en adaptarse a los deseos de un mercado cambiante, en el que los consumidores de la posguerra demandaban una proporción abrumadora de relojes de pulsera pequeños, para los que Waltham carecía de destreza estilística o maquinaria física. La empresa siguió orientada a la producción de relojes de bolsillo de alta calidad. La competencia se había hecho sentir, con las empresas rivales Elgin y Hamilton aumentando su capitalización y modernizando sus fábricas, mientras que las importaciones de Suiza aumentaron casi un 500 % entre 1913 y 1920. La recuperación económica en 1922 había dejado a Waltham atrás, con dos tercios de la planta inactiva.
Los esfuerzos de Dumaine por racionalizar Waltham comenzaron con una reducción de los salarios de los ejecutivos, que habían superado los 100.000 dólares al año para los ejecutivos de alto nivel en el período anterior. Se eliminaron los secretarios privados y se estableció en su lugar un grupo más pequeño de secretarias. No se intentó una reducción general de los salarios de los trabajadores de oficina y de fábrica, pero la nómina total se redujo de todos modos mediante despidos y reorganización, con el objetivo de agilizar la ineficiente burocracia de planificación y facturación de la empresa.
En palabras de un estudio sobre las prácticas de gestión empresarial de la empresa:
"El ahorro de dinero -unos mil dólares al día- fue importante, pero el efecto sobre los métodos y la moral fue de mayor importancia. Esta campaña inicial demostró de inmediato y para siempre que se utilizarían métodos directos y sencillos; también que cada empleado debía ganarse su salario, no solo por el esfuerzo invertido, sino también por los resultados obtenidos.
Lo más importante fue que Dumaine cambió el rumbo de la empresa, pasando de la producción de los elegantes relojes de bolsillo por los que era conocida (una forma cada vez menos favorecida por los consumidores de la posguerra) a la fabricación de relojes de pulsera más pequeños y modernos diseñados para un mercado masivo a un precio más bajo. Este cambio había conllevado un riesgo significativo, ya que Waltham había dominado el mercado de los relojes de bolsillo de lujo y se enfrentaba a una grave escasez de los diseñadores y fabricantes de herramientas necesarios para renovar y modernizar su línea de productos. Incluso existía la duda de si la producción fabril estadounidense podría adaptarse para producir relojes de bolsillo finamente detallados y bien diseñados, un producto artesanal fabricado por los suizos, que contaban con salarios medios más bajos.
Dumaine también criticó la política de precios de Waltham, que había variado previamente según las condiciones del mercado para conseguir el precio más alto posible. En consecuencia, sus productos tenían un precio entre un 15 y un 25 % más alto que los productos equivalentes de las empresas rivales cuando la nueva dirección de la empresa tomó el mando en 1923. Todavía buscando el prestigio propio de un precio de primera, Dumaine bajó inmediatamente los precios de venta de los productos de la empresa a un punto apenas un 5 % más alto que los productos comparables de sus competidores nacionales. Esto resultó ser un primer paso hacia la verdadera paridad con los precios de los principales competidores estadounidenses de la empresa, Elgin y Hamilton.

#### Huelga de relojeros de 1924
La empresa recurrió a un recorte general de los salarios del 10 al 40 % para impulsar su rentabilidad en 1924. Esto, como era de esperar, resultó impopular entre los trabajadores de Waltham, 75 de los cuales en el departamento de acabado dejaron de trabajar el 11 de agosto de 1924, ante la noticia de un próximo recorte salarial del 10 %. El espíritu de militancia se extendió y al día siguiente, programado para ser el primero de la nueva escala salarial, 200 trabajadores de los departamentos de acabado y configuración se quedaron en casa. En tres días, toda la planta de Waltham se vio envuelta en un paro laboral que afectó a toda la empresa, el primero en sus más de 70 años de historia.
Como parte de la huelga, se abandonó la antigua organización de los trabajadores a nivel de departamento dentro de Waltham y se estableció una nueva organización llamada Asociación Protectora de Relojeros. Se esperaba la afiliación de este nuevo sindicato de toda la empresa a la Federación Estadounidense del Trabajo.
El superintendente de la planta, I.E. Boucher, se negó a reunirse con los trabajadores organizados en relación con la huelga, solo con los trabajadores individualmente, lo que exacerbó aún más el conflicto. Además, declaró que los trabajadores en huelga ya no serían considerados empleados de Waltham y que cada uno de ellos debía solicitar personalmente su reingreso a través de la oficina de empleo de la empresa. El tercer día, otros departamentos cerraron debido al recorte salarial unilateral de la empresa, y 2.000 de los 2.900 empleados totales de Waltham salieron a la calle en protesta por la reducción. Un desfile estimado en 2.000 personas, incluidos algunos trabajadores con 50 años de servicio en la empresa, recorrió las calles de la localidad de Waltham hasta una manifestación celebrada en el parque de la ciudad. El único departamento que permaneció en funcionamiento después del tercer día fue el de maquinaria, cuyos empleados eran miembros de un sindicato independiente afiliado a la AF de L y que estaban esperando la aprobación de su organización nacional para unirse al paro laboral. Los empleados de empaquetado y taquígrafos se unieron a la huelga en solidaridad durante la segunda semana, deteniendo efectivamente las operaciones de la planta de Waltham.
A finales de agosto, las dos partes seguían en un punto muerto sobre la escala salarial. Más trabajadores móviles comenzaron a abandonar la ciudad, yendo a Elgin (Illinois) o a Lancaster (Pensilvania) para buscar empleo con los principales competidores nacionales de Waltham.
En septiembre, una propuesta sindical aceptaba reducciones salariales para los hombres que ganaban más de 40 dólares por semana o las mujeres que ganaban más de 20, eximiendo así a los trabajadores peor pagados del recorte. Se esperaba la aceptación de la empresa y se realizó una celebración el sábado 27 de septiembre. Cuando se supo que la empresa rechazaba la propuesta de compromiso, a favor de una contraoferta de un recorte salarial general del 7,5%, la fiesta se convirtió en un motín, con una multitud de miles de personas asaltando las puertas de la empresa. La intervención policial disolvió la refriega en las primeras horas de la mañana del domingo.
El rechazo de la propuesta de compromiso marcó el punto de inflexión de la huelga, de manera que los huelguistas se volvieron más agresivos con los rompehuelgas que cruzaban sus líneas de piquete, lanzando insultos y piedras y agitando pañuelos amarillos contra los desertores. Se cancelaron las vacaciones de la fuerza policial de Waltham y se aumentó la presencia de las fuerzas del orden tras la amenaza de violencia.
La huelga continuó hasta octubre, cuando la Junta Estatal de Conciliación de Massachusetts, después de un largo proceso de investigación de los hechos, propuso un recorte salarial del 5 % como justificado para todos los trabajadores que ganaran más de 18 dólares por semana. Esta propuesta no satisfizo a nadie, ya que la gerencia de Waltham se negó cortésmente a retirar su propuesta de una reducción general del 10 % y los huelguistas celebraron una reunión masiva que no brindó ningún apoyo al informe de la junta.
La empresa pudo mantener las operaciones mediante el uso de esquiroles, principalmente nuevas contrataciones, y la huelga continuó hasta finales de 1924.

### Segunda Guerra Mundial y después, 1941-1955

Durante la Segunda Guerra Mundial, Waltham transformó su fábrica de Massachusetts de bienes de consumo a producción militar. La empresa fabricó brújulas de bolsillo como estas para los oficiales del ejército de los EE. UU.

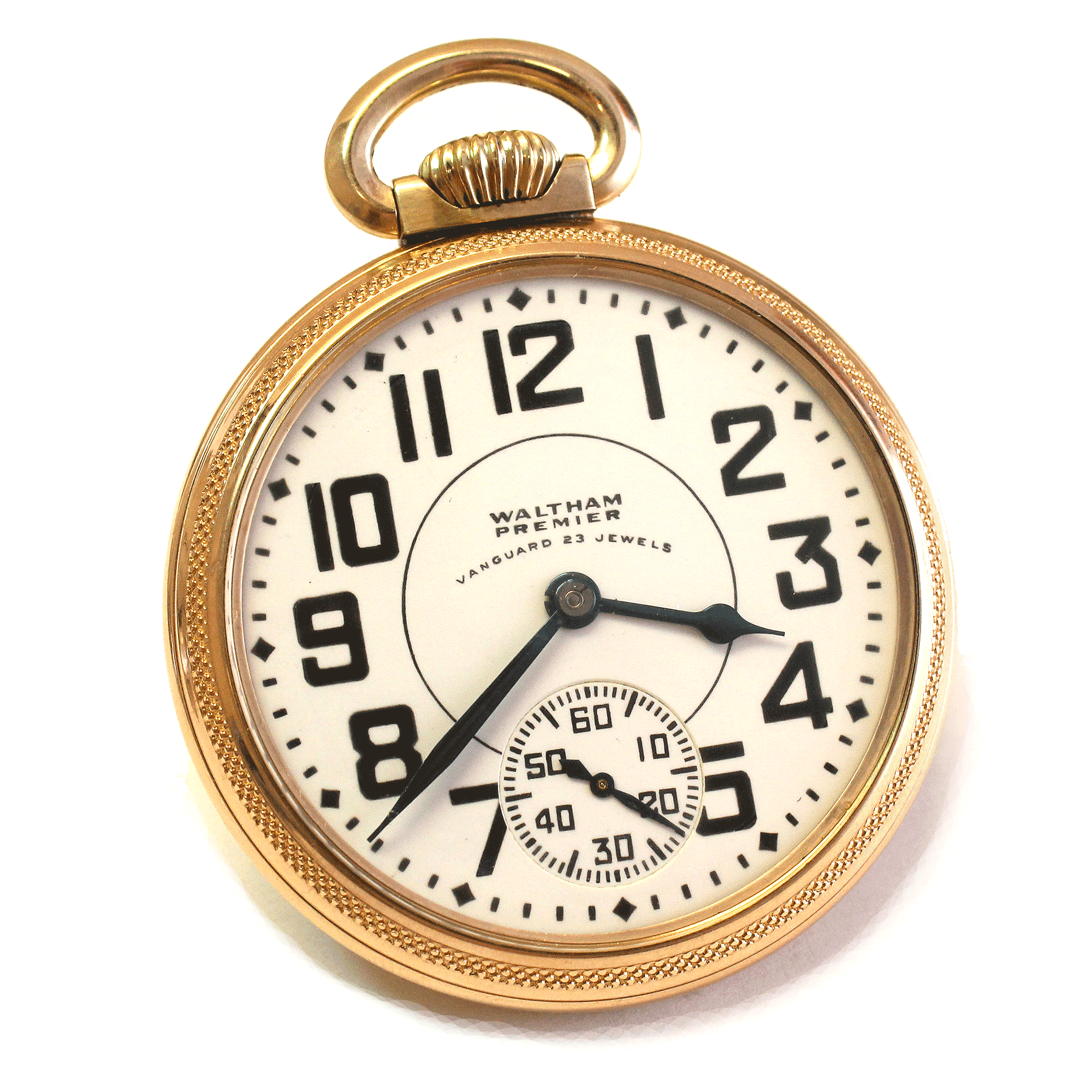
Reloj de bolsillo WALTHAM Premier Vanguard modelo 1908 16s 23j chapado en oro de 10 k, hacia 1943, fabricado en EE. UU.

Durante la Segunda Guerra Mundial, Waltham fue un contratista importante para el ejército estadounidense, produciendo relojes para el personal de servicio y dispositivos de cronometraje para armamento militar, como bombas y torpedos, y la fábrica de la empresa en Waltham estaba dedicada en su totalidad a la producción militar.
Sin embargo, los años de posguerra no fueron buenos para la firma. Una ganancia neta de 211.200 dólares en 1945 se convirtió en una enorme pérdida de 411.400 dólares en 1946, lo que marcó el comienzo de una serie de años en los que la empresa generó números rojos. Se culpó a una inundación en el mercado estadounidense de relojes baratos fabricados en Suiza por las terribles dificultades económicas de la empresa.
La empresa cerró las puertas de su fábrica y se declaró en quiebra en 1949. Se desencadenó una crisis cuando el prestamista denegó la última cuota de 2 millones de dólares de un préstamo de 6 millones prometido por la Corporación Financiera de Reconstrucción. La histórica planta de Waltham en Massachusetts cerró el 3 de febrero de 1950, lo que dejó a 1200 trabajadores sin trabajo.
Con la ayuda del tribunal de quiebras, en septiembre de 1950 se nombró un fideicomisario para supervisar el reinicio limitado de la planta de Waltham para completar la fabricación de 242.000 relojes para la temporada de ventas navideñas. Unos 250 empleados volvieron a la fábrica para el acabado, la regulación y el envío de estos relojes parcialmente terminados. Este reinicio parcial para completar y vender el inventario parcialmente completado resultó exitoso, lo que permitió a los fideicomisarios de la empresa devolver 2 millones de dólares (la mitad de los 4 millones de dólares prestados en el otoño de 1949) a la Corporación Financiera de Reconstrucción.

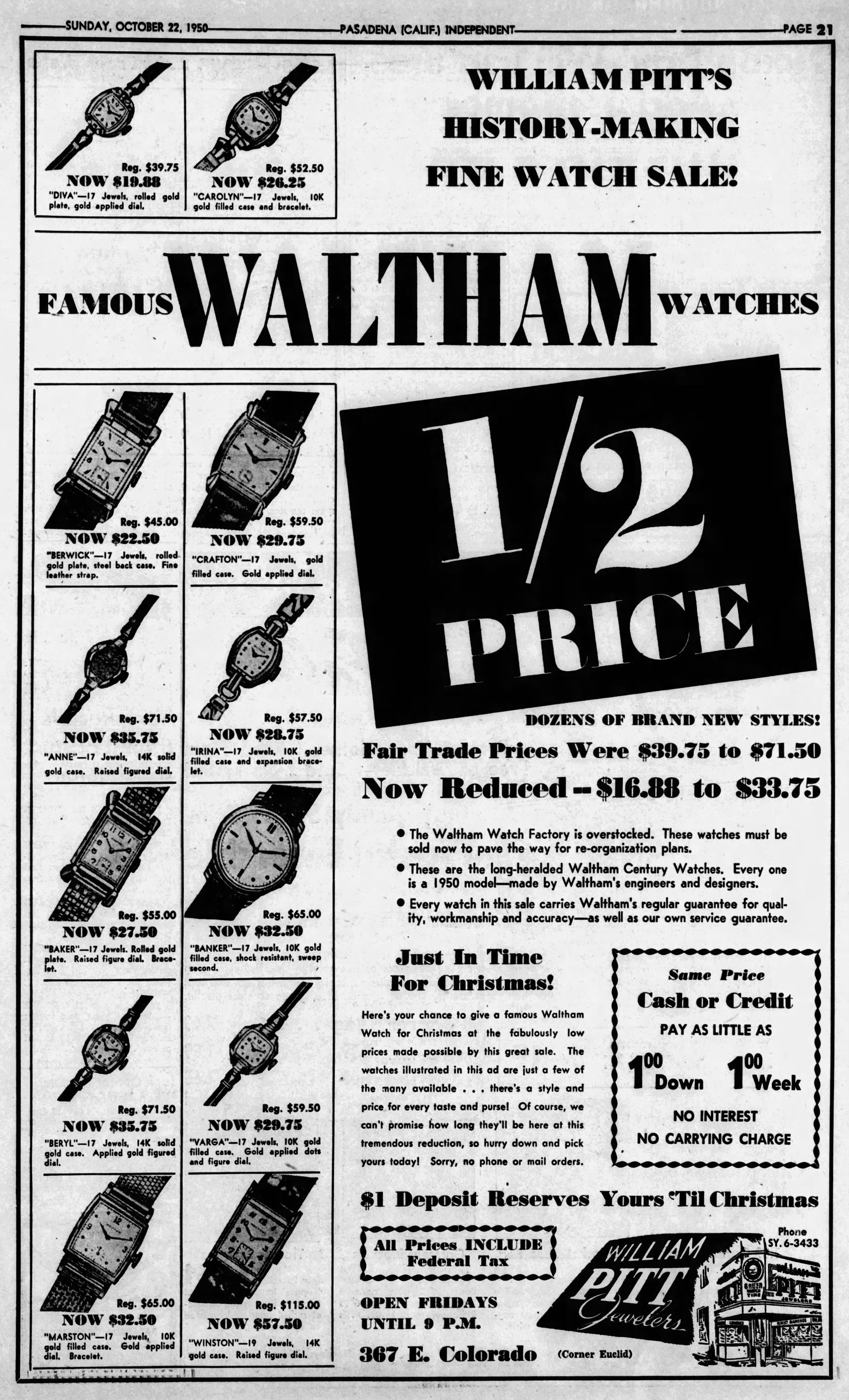
Anuncio de página completa promocionando los relojes Waltham terminados en 1950 bajo la supervisión del tribunal federal de quiebras

A principios de mayo de 1951, la empresa había pagado otros 250.000 dólares por la deuda. Además, los administradores de la empresa lograron negociar varios contratos para trabajos de defensa con perspectivas de más, lo que llevó al juez federal de quiebras George C. Sweeney a aprobar el plan de reorganización de la empresa.
"Un examen del balance me convence de que, con una gestión cuidadosa, la empresa podrá funcionar de forma segura y satisfactoria", señaló el juez Sweeney.
La evaluación de Sweeney resultó correcta, ya que la Waltham Watch Company obtuvo una ganancia de 11.728 dólares en 1951, el primer año financieramente positivo desde el final de la Segunda Guerra Mundial. Esto se compara de forma más positiva con el desempeño de la empresa en 1950, en el que se declaró una pérdida de 430.000 dólares. Esta tendencia continuó en 1952, con unas ventas de 2,3 millones de dólares que generaron una ganancia de casi 73.000 dólares durante los primeros seis meses de ese año. No es casualidad que estos fueran los años de la guerra de Corea, marcados por un mayor gasto militar estadounidense, que incluía contratos para dispositivos de cronometraje de precisión y relojes de pulsera para soldados.
La reorganizada Waltham relanzó la fabricación de relojes, con unas 700 personas empleadas por la empresa el 1 de enero de 1952, y 800 ese verano. En un esfuerzo por equilibrar mejor la oferta y la demanda, la empresa puso fin a las ventas directas a las tiendas en esa fecha, volviendo a la política de preguerra de ventas a mayoristas autorizados. Sin embargo, los desafíos del mercado persistieron, con relojes de bajo coste procedentes de Suiza inundando el mercado.
En marzo de 1952, la Waltham reorganizada se rindió a la destreza manufacturera europea, anunciando que la propia compañía comenzaría a importar movimientos completos de Suiza. Los fideicomisarios anunciaron que sería más barato importar movimientos suizos y pagar el arancel por ellos que producir los mismos mecanismos en el país. Posteriormente, Waltham simplemente aplicaría diales a estos mecanismos e insertaría los mecanismos en las cajas, se afirmó. Esta decisión fue criticada por Walter Cenerazzo, director de la American Watch Union, que pidió el establecimiento de un "arancel científico" que compensara la diferencia de precios entre la fabricación extranjera y la nacional.
La decisión de Waltham de comenzar a importar y montar movimientos suizos terminados no fue única, ya que sus principales competidores en la fabricación de relojes estadounidenses, Elgin y Hamilton, tomaron la misma decisión comercial.
Waltham Watch siguió prosperando en un mercado cambiante, con un aumento de las ventas del 35 % en la primera mitad de 1953 en comparación con el año anterior y un aumento del empleo en las instalaciones de Waltham de 1.000 personas. Este crecimiento no se limitó estrictamente a los dispositivos de cronometraje de precisión para el ejército: el producto principal de la empresa, los relojes, tuvo un aumento de ventas del 30 % con respecto a 1952.
En 1954, la industria relojera estadounidense había visto caer sus productos de fabricación nacional de una participación de mercado del 52 % en 1940 a solo el 18 %. Se aprobó un fuerte aumento del arancel sobre los relojes con joyas importados, aumentando la tasa al 50 %. Además de las consideraciones de empleo, el fuerte impuesto del 50 % se justificó por razones de seguridad nacional, ya que la producción de mecanismos de cronometraje para armamentos modernos hacía uso de habilidades y técnicas utilizadas en la desaparecida artesanía relojera.
Sin embargo, el aumento de los aranceles sobre los relojes con joyas importados no logró proteger a Waltham de las fuerzas del mercado. En medio de la caída de las ventas de relojes a los militares y un mercado de consumo saturado de relojes importados, la empresa vio cómo sus ventas de 1954 se desplomaban más del 35 % con respecto a los niveles de 1953, y se informó a los accionistas de una pérdida neta de 210.000 dólares, lo que revirtió tres años de operaciones rentables.

### Interregno, 1955 a 1957
En julio de 1955, tras liberarse de la reorganización controlada por los tribunales y ver que se avecinaba una nueva adquisición, se informó de que la participación mayoritaria en la Waltham Watch Company se vendió a la Bellanca Aircraft Corporation de Los Ángeles. El nuevo pretendiente se sintió atraído por la división de velocímetros e instrumentos de Waltham e inmediatamente declaró su intención de deshacerse del inventario de relojes existente de la empresa y escindir la división de fabricación de relojes.
Bellanca, fabricante de aviones de la década de 1920, se había convertido posteriormente en fabricante de instrumentos de precisión, soportes de motor, equipos de radar y piezas de plástico. La propia empresa había sido objeto de una adquisición en febrero de 1955 por parte de S.L. Albert & Son, un fabricante de maquinaria con sede en Akron utilizada principalmente en la industria del caucho, propiedad del financiero Sydney Albert. En mayo, Albert adquirió National Electronics Laboratories, Inc., de Washington D. C., un fabricante de equipos de comunicaciones para aviación. Albert también era propietario de Pierce Governor Company de Anderson (Indiana), fabricante de reguladores de velocidad para motores de automóviles.
El columnista del periódico de Boston, John Harriman, se mostró entusiasmado con el cambio y escribió: "Waltham se había convertido en un productor marginal en el altamente competitivo campo de los relojes. Ahora se dedicará por completo a la electrónica y los instrumentos de precisión, nuestra industria de más rápido crecimiento en estas zonas, bajo una dirección que no tiene que disculparse por su historial".
La ola de adquisiciones de Albert comenzó a desmoronarse a mediados de 1956, cuando el precio de las acciones de Bellanca cayó significativamente. Albert había utilizado las acciones de sus diversas empresas como garantía de préstamos para adquirir nuevas empresas; pero las regulaciones federales exigían que el valor de las acciones en garantía fuera igual al 30 % del valor del préstamo, lo que obligaba a la venta de acciones cuando el valor ya no alcanzaba ese parámetro de referencia. Esto hizo que las acciones de Waltham que anteriormente estaban en manos de Albert volvieran a circular, lo que hizo posible una nueva adquisición.
Mientras tanto, en mayo de 1956, la dirección de Waltham nombró a la compañía Hallmark Watch Corporation de Chicago como distribuidor mayorista exclusivo de la empresa para el sector. Este acuerdo resultaría importante en los meses siguientes, cuando las divisiones de instrumentos de precisión y relojes de Waltham tomaron caminos separados.
En el otoño de 1956, un nuevo grupo de gestión encabezado por el dinámico mayorista de relojes Joseph Axler logró obtener 322.700 acciones de Waltham de un importante corredor de bolsa, con lo que obtuvo el control operativo de la empresa. Como señal de que se alejarían de los productos electrónicos de precisión, los nuevos directivos prometieron devolver a Waltham "a su legítimo lugar de liderazgo en la industria relojera". A principios de 1957, Axler trasladó las oficinas ejecutivas de Waltham a la ciudad de Nueva York, dejando en funcionamiento la fábrica de Massachusetts de la empresa, que fabricaba relojes para aviones, giroscopios y otros dispositivos electrónicos.
En julio de 1957, se formalizó una iniciativa para dividir los componentes electrónicos y de relojería de la empresa cuando los accionistas aprobaron el cambio de nombre a Waltham Precision Instruments Company, con una subsidiaria que se conocería como Waltham Watch Company of Delaware.

### Waltham de Chicago, 1958 a 1967
En enero de 1958 se finalizó un acuerdo entre Waltham Watch Co., dirigida por Axler, y Hallmark Watch Co., con sede en Chicago, por el que se autorizaba a esta última a ensamblar relojes a partir de componentes importados bajo el nombre de Waltham. Waltham presentó este acuerdo como un "acuerdo de regalías multimillonario". El presidente de Waltham, Axler, indicó que las instalaciones de Massachusetts de la empresa se utilizarían para el desarrollo y la producción de otros productos. El nombre de Waltham se vendió directamente a Harold B. "Harry" Aronson, presidente de Hallmark Watch Company, en la primavera del año siguiente.
Los directivos de Hallmark asumieron puestos similares en la recién renacida Waltham. La junta directiva estaba formada por Harold B. "Harry" Aronson (presidente), Ben Cole y Morris Draft, todos ellos ex directivos de Hallmark. El abogado de Chicago Seymour Rady fue vicepresidente y consejero jefe de la empresa desde 1957 hasta su muerte en diciembre de 1966. A finales de 1959, Aaron Thorne, ex director de ventas regional occidental de la Benrus Watch Company, fue añadido como vicepresidente, trabajando desde una oficina en Los Ángeles. Thorne supervisó las ventas al oeste de los Estados Unidos y Asia.
La nueva empresa trasladó su base de operaciones de Massachusetts a Chicago. Se realizó una modificación importante en el modelo de negocio de la empresa, con un cambio a distribuidores franquiciados que pagarían unos 1200 dólares por adelantado a la empresa a cambio de vitrinas y existencias para colocar en farmacias locales, ferreterías y tiendas de electrodomésticos. Se colocaron cientos de anuncios en periódicos de todo el país para publicitar la empresa, que tenía su sede en Nueva York bajo el nombre de Time Industries. Los franquiciados debían mantener inventario en estas vitrinas, dividiendo las ganancias con los dueños de los negocios en los que se colocaban las vitrinas. Este cambio significó un nuevo énfasis en productos de gama baja y más populares.
La nueva empresa también decidió conceder licencias a terceros para utilizar su conocido y respetado nombre. En el otoño de 1963, Waltham firmó un acuerdo de licencia con la Samson Company de Chicago para fabricar modelos de radios de transistores y magnetófonos con el logotipo de Waltham.
La producción de los complicados mecanismos internos de los relojes se trasladó fuera de los Estados Unidos. Waltham abrió una nueva fábrica en Neuchâtel en el verano de 1962, diseñada para producir hasta 100.000 mecanismos de relojería al mes.
La empresa estuvo bajo un intenso escrutinio por parte de la Comisión Federal de Comercio durante la década de 1960, acusada de tergiversar la cantidad de joyas de sus relojes, etiquetar previamente la mercancía con precios inflados que no guardaban relación con los precios reales cobrados y tergiversar el país de origen y la conexión de la nueva empresa con la anterior Waltham Watch Co. Se vio obligada a cambiar sus políticas de publicidad y marca en respuesta a estas quejas.
Waltham fue una empresa muy exitosa durante su período en Chicago, con ventas totales que aumentaron de aproximadamente 10,5 millones de dólares en 1962 a 12,1 millones en 1963, y un aumento de los ingresos netos del 70 %. La mejora en la eficiencia y los mayores márgenes brutos se atribuyeron al aumento de la rentabilidad. Las ventas y los beneficios aumentaron de nuevo en 1964, con ventas totales que alcanzaron la marca de 13,3 millones de dólares y los ingresos netos aumentaron otro 35 %.
La firma emergió como un fabricante líder de relojes de buceo, un segmento en el que vendió más de 200.000 piezas en los Estados Unidos en 1967. La empresa fabricó un modelo de cuerda manual de 5 barras con un precio de 50 dólares y una versión de lujo que podía sumergirse hasta 300 pies para buceadores profesionales que se vendía al por menor por 120 dólares.

### Venta a un nuevo propietario suizo, 1968 a 1980
En marzo de 1968, el presidente de Waltham, Harry Aronson, anunció que un grupo suizo encabezado por Invicta Watch Co. había acordado en principio comprar Waltham, que todavía era una empresa que cotizaba en bolsa y cuyas acciones se vendían en el mercado extrabursátil. En septiembre de 1968 se anunció una oferta formal para comprar acciones ordinarias de Waltham a 16 dólares por acción. El comprador fue una entidad registrada en Delaware llamada Iseca, encabezada por Invicta Watch Company de La Chaux-de-Fonds (Suiza), pero que también incluía a H. Sandoz & Co. de La Chaux-de-Fonds y a Degoumois & Co. de Neuchâtel. La compra de Iseca fue de 283.976 acciones, de las cuales 151.819 estaban en manos de un grupo encabezado por el presidente de la empresa, Harry B. Aronson. Aronson fue contratado en virtud de los términos del acuerdo como consultor durante seis años a 30.000 dólares por año. Se utilizaron en total más de 6,5 millones de dólares en efectivo en la adquisición, financiada por la venta de acciones de capital de Iseca y un préstamo de 3,9 millones de dólares del Union Bank of Switzerland. Según la oferta publicada en septiembre, "Iseca no tiene actualmente ningún plan para liquidar Waltham, ni para vender sus activos a, o fusionarla con, otras personas, ni para hacer ningún otro cambio importante en el negocio o la estructura corporativa de Waltham".
La administración cambió con la compra de Waltham por parte de Invicta, con Georges Didisheim, presidente de Invicta Watch Co., nombrado presidente y vicepresidente ejecutivo de Morris Draft en agosto de 1968. La empresa mantuvo su sede en Chicago.
También hay algunos modelos de relojes Waltham que se cedieron a Invicta. En esos años, Waltham comenzó a producir una línea de relojes, especialmente para Invicta, conocidos como "Invicta by Waltham". En algunos casos, tanto los nombres de Invicta como de Waltham estaban en la esfera de estos relojes. En otros casos, solo se mostrará una "W" para indicar que este reloj había sido fabricado por Waltham para Invicta.
Más adelante, en la década de 1970, Waltham se fusionó en una federación con otros fabricantes suizos de relojes económicos, la Société des Garde-Temps SA (SGT). Georges Didisheim siguió siendo presidente del consejo de administración de Waltham después de esta fusión.
Al concentrarse en la fabricación de relojes a precios minoristas más bajos, las ventas florecieron y la cantidad de relojes vendidos se duplicó entre 1968 y 1975, hasta un total de más de un millón de piezas anuales. Esto convirtió a Waltham en el tercer fabricante de relojes más grande de Estados Unidos en 1975, detrás de Timex y Bulova. Las ventas fueron suficientes para mudarse a una nueva instalación más grande en Chicago, un edificio de 100 000 pies cuadrados (9300 m²) que anteriormente había sido propiedad de la American Can Company.
En enero de 1974, la Société des Garde-Temps adquirió los derechos del nombre de la Elgin Watch Company, otra marca estadounidense histórica.

### Waltham en la era del cuarzo, desde 1981
Como resultado de crisis del cuarzo, SGT cesó sus operaciones en 1981. Los derechos de los nombres de las distintas marcas de SGT se vendieron individualmente.
La marca Waltham fue adquirida por la firma japonesa Heiwado & Co. y pronto surgió como una de las marcas más populares en Japón.
En 2011, una participación mayoritaria en Waltham International SA se vendió al empresario italoestadounidense Antonio DiBenedetto.

## Legado

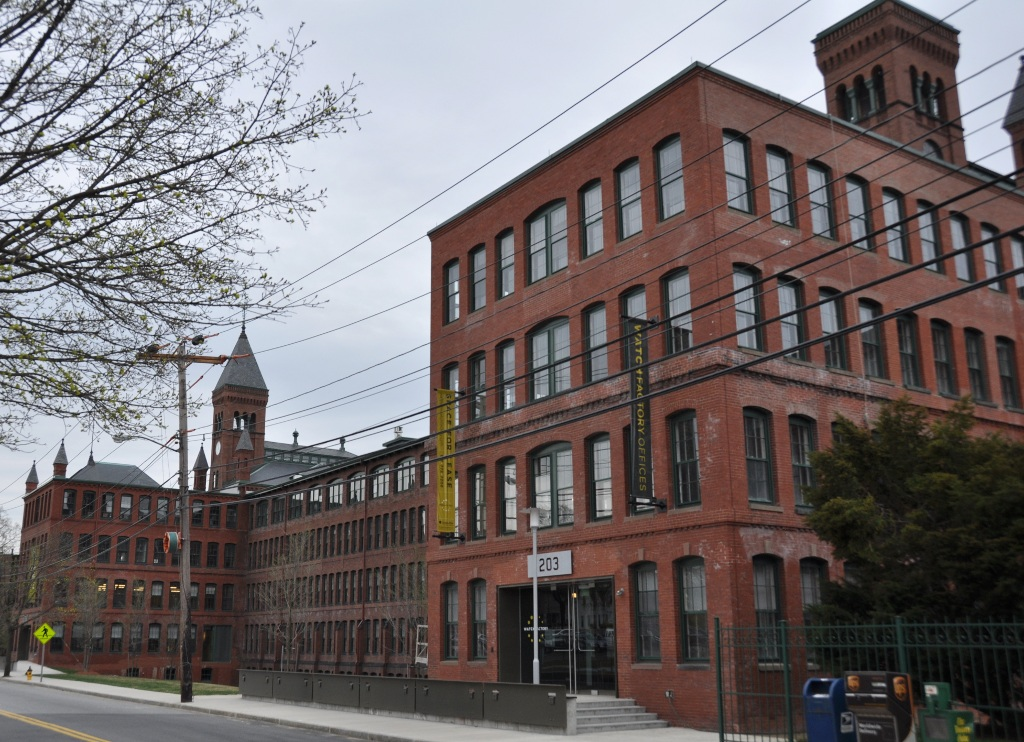
Una fotografía del histórico edificio de la fábrica de American Waltham Watch Company, parte del distrito histórico de American Waltham Watch Company en Waltham, Massachusetts

Antes de que la Waltham Watch Company cerrara en 1957, fundó una subsidiaria en Suiza en 1954, la Waltham International SA, que ha conservado el derecho a utilizar el nombre comercial de Waltham fuera de América del Norte, y que continúa produciendo relojes de pulsera mecánicos y relojes de bolsillo mecánicos bajo la marca "Waltham".
Durante sus esfuerzos de reestructuración en la década de 1950, Waltham abrió una oficina en Nueva York con el propósito de importar mecanismos y cajas de relojes suizos. Debido a las restricciones impuestas a la empresa por su principal acreedor, la Corporación Financiera de Reestructuración, no podían vender estos relojes directamente, por lo que se vendieron a través de una empresa independiente, la Hallmark Watch Company.
Los relojes especializados y los cronógrafos para su uso en paneles de control de aeronaves continuaron siendo fabricados en la fábrica de Waltham por la Waltham Precision Instruments Company. En febrero de 1994, Prime Time Clocks compró la última línea de productos restante, la de relojes mecánicos para aeronaves. Waltham Precision Instruments se trasladó a Ozark (Alabama) y cambió su nombre a Waltham Aircraft Clock Corporation.

## Documentación histórica
Cada movimiento de los relojes que la empresa produjo hasta principios de la década de 1950 fue grabado con un número de serie individual. Ese número se puede utilizar para estimar la fecha de producción. Un equipo de voluntarios ha creado una base de datos de números de serie de Waltham, modelos y calidades, y descripciones de los relojes conocidos.
El archivo de la Waltham Watch Company está alojado en el departamento de Colecciones Especiales de la Biblioteca Baker de la biblioteca de la Escuela de Negocios Harvard, en la Universidad de Harvard. El material, que incluye libros de la empresa principalmente de 1854 a 1929, está contenido en 52 cajas, que totalizan una longitud de 111 pies (34 m).